# Брун, Мария Кристина
Мария Кристина Брун (швед. Maria Christina Bruhn, 1732—1802) — шведка-изобретательница, скорее всего, первая из изобретательниц, запатентовавших изобретение в Швеции.
Брун была старшей из трех дочерей книгопечатника Йохана Бруна (ум. 1742). Она взяла на себя мануфактуру по производству гобеленов и обоев после смерти своей овдовевшей матери Инги Кристины в 1751 году.
В 1771 году Шведская королевская академия наук предложила награду тем, кому удалось бы произвести подходящий пакет для пороха для армии. За время работы в производстве краски и подготовки бумаги она была вдохновлена идеей, которую представила в Академию 2 марта 1774 года. В письме 1783 года она объяснила, что часто экспериментировала во время работы. Мужчины из Академии выразили глубокий скептицизм в отношении женского изобретения. После двенадцати лет испытаний Военное министерство одобрило его, признало изобретательницу и дало ей награду в 1786 году. Её изобретение долго использовалось в шведской армии.